# Myotis cobanensis
Myotis cobanensis — вид роду Нічниця (Myotis).

## Поширення, поведінка
Цей вид зустрічається в центральній Гватемалі.